# لیژر ویلیج ایست (نیوجرسی)
لیژر ویلیج ایست (به انگلیسی: Leisure Village East) یک منطقهٔ مسکونی در ایالات متحده آمریکا است که در لیکوود، نیوجرسی واقع شده‌است. لیژر ویلیج ایست ۳٫۸۷۶ کیلومتر مربع مساحت و ۴٬۲۱۷ نفر جمعیت دارد و ۱۹ متر بالاتر از سطح دریا واقع شده‌است.